# Dendroaspis polylepis
Il mamba nero (Dendroaspis polylepis Günther, 1864) è un serpente appartenente alla famiglia Elapidae, considerato uno dei rettili più velenosi e pericolosi del mondo.

## Descrizione
Il corpo del mamba nero è piuttosto sottile e muscoloso, caratteristiche che garantiscono una certa agilità a un animale in grado di spostarsi alla sostenuta velocità di circa 20 km/h; per questo motivo, se confrontato con altre specie, è comunemente considerato il serpente più veloce del mondo. Questo serpente è inoltre in grado di muoversi facilmente su ogni terreno, può sollevarsi da terra per un quarto della sua lunghezza, ed è inoltre un abile arrampicatore.
Nonostante il suo nome comune questo serpente non è nero: il dorso presenta una colorazione olivastra più o meno scura, mentre la regione ventrale è di color crema chiaro. Il nome di mamba nero deriva dal caratteristico colore nero dell'interno della bocca, che il serpente rende ben visibile quando la spalanca quando si sente minacciato. Questa caratteristica, unita alla particolare forma della sua testa (che ricorda una bara), alla sua velocità, alla sua aggressività e alla letalità del suo veleno ha procurato al mamba nero il soprannome di "ombra di morte".

## Distribuzione e habitat
Vive di preferenza nella savana sub-sahariana, dalla Somalia al Sudafrica, e solo in rare occasioni lo si trova nelle regioni della foresta tropicale o equatoriale. In linea generale tende a evitare ambienti densamente popolati dall'uomo e questo riduce il numero degli avvelenamenti.

## Biologia
È una specie diurna che trascorre la notte in tane o rifugi sotto le rocce o in cavità del terreno e non è neppure raro trovarla all'interno di termitai abbandonati. Nelle zone in cui abbondano rifugi e prede, è possibile trovarne diversi esemplari in un territorio relativamente ristretto.
L'alimentazione del mamba nero si basa su animali dal sangue caldo, vale a dire uccelli e mammiferi, anche se nel suo stomaco non è difficile trovare altri serpenti. La tecnica di caccia varia in funzione della preda: quando è di dimensioni ridotte, come per la maggior parte dei roditori, il mamba morde l'animale e lo trattiene con un rapido scatto, avvolgendolo finché non muore avvelenato. Quando invece la preda è di dimensioni maggiori, il mamba non la trattiene dopo il morso, ma lascia che si allontani per poi seguirla nell'attesa che il veleno faccia effetto, cosa che accade in pochi minuti. A quel punto si avvicina alla vittima e comincia a inghiottirla intera, grazie alla possibilità di separare la mandibola inferiore da quella superiore e alla grande elasticità del corpo. Quando la preda è un uccello, il mamba nero non lo lascia volare via, altrimenti gli sarebbe impossibile seguirne le tracce.

## Interazioni con l'uomo
In genere è un serpente riservato, che tende a evitare il confronto con l'uomo, allontanandosi non appena avverte la presenza umana; tuttavia, se calpestato o minacciato o senza via di uscita, può diventare aggressivo, soffiando e mordendo ripetutamente. Nonostante questo, sono stati riportati solo rari casi di esemplari con senso di territorialità così spiccato da spingerli ad attaccare e, addirittura, inseguire gli esseri umani.
Questo serpente è ritenuto comunque molto aggressivo e mortale. Nonostante ciò, non è il serpente che causa più decessi in Africa; infatti, grazie alla sua vivacità, in genere fugge dall'uomo in anticipo (a differenza di alcune vipere, che rimangono immobili e mordono quando sono già state calpestate).

## Il veleno

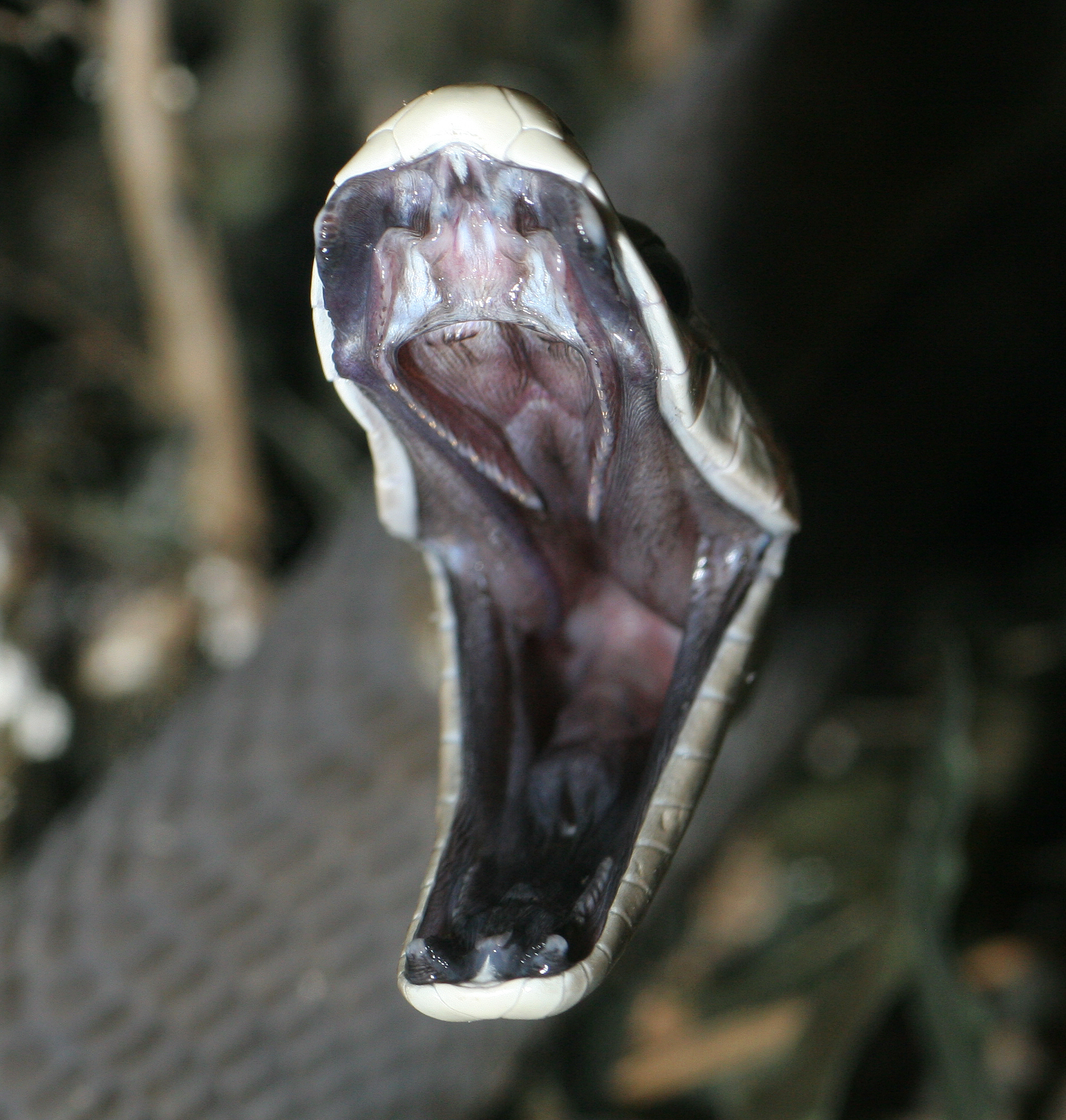
L'interno della bocca di un mamba nero.

Il veleno del mamba nero è formato principalmente da neurotossine e ha un LD50 di 0,25 mg/kg. Un morso solitamente ne inietta 100 mg. Il veleno di questo serpente è così letale perché contiene neurotossine (come le potenti dendrotossine) e cardiotossine, inoltre è meno viscoso rispetto al veleno degli altri serpenti e questo ne velocizza l'immissione nel sistema circolatorio e quindi gli effetti, questa scarsa viscosità è anche dovuta allo scarso peso molecolare delle dendrotossine. È in grado di uccidere un topo in meno di venti secondi.
Il mamba nero viene comunemente chiamato "sette passi" poiché l'estrema rapidità dell'effetto del suo veleno - assolutamente letale - non permetterebbe a un uomo, dopo il morso, di percorrere più di sette passi. Senza cure adeguate il tasso di letalità di un suo morso è del 100%. Questo letale veleno, come quello di tutti gli appartenenti alla famiglia degli elapidi (cobra, krait, serpenti marini, taipan, ecc.), è neurotossico, ossia attacca il sistema nervoso provocando la paralisi degli organi vitali e la morte, che nel caso del mamba nero avviene in circa venti minuti e in alcuni casi dopo pochi minuti.
Per un uomo adulto 10 mg del suo veleno sono già letali, in genere però ne inietta circa 100 mg e in casi eccezionali persino 400 mg.
I sintomi più comuni dell'avvelenamento sono dolore locale, salivazione elevata, sete, vomito, stanchezza, difficoltà a parlare, perdita di coscienza, paralisi flaccida respiratoria e morte.
Secondo uno studio svolto nel 2012 da alcuni ricercatori francesi il veleno del mamba nero conterrebbe oltre alle mortali neurotossine una sostanza dal potente effetto analgesico. Tale sostanza, una volta isolata e sperimentata sui topi, sembrerebbe avere un effetto antidolorifico al pari di quello della morfina, senza però manifestare i comuni effetti collaterali di quest'ultima, quali assuefazione, convulsioni, complicazioni del sistema respiratorio e cardiovascolare. La sostanza, chiamata mambalgina e presente soltanto nel veleno della specie del mamba nero, risulta priva di tali effetti collaterali in quanto agisce sull'organismo in modo completamente diverso rispetto a quello della morfina, interagendo con i canali ionici dei neuroni, inibendo così la trasmissione della sensazione del dolore nel sistema nervoso.
I ricercatori sono ottimisti e soddisfatti dei risultati, in quanto il sistema nervoso e la percezione del dolore dei topi sarebbe molto simile a quella degli esseri umani, per cui è auspicabile un riscontro positivo anche con la somministrazione di tale sostanza agli esseri umani, tuttavia non si è ancora sperimentato l'effetto della mambalgina su persone. Questa sarebbe comunque una scoperta molto importante, in quanto sfruttando un principio del tutto innovativo e sperimentale, potrebbe rivoluzionare l'intero mondo della farmacologia antidolorifica. Tale studio è tuttora in fase di sperimentazione, sicuramente occorreranno ancora diversi anni prima di potere arrivare a sviluppare nuovi farmaci antidolorifici in alternativa della morfina e altri farmaci oppiacei.

## Antidoto
Prima dell'immissione in commercio dell'antidoto la letalità del morso di questo serpente era totale. Da alcuni decenni però è disponibile un antidoto chiamato SAIMR Polyvalent antivenom prodotto dalla South African Vaccine Producers (Pty) Ltd, e il cui codice è SAfSAI03. Per salvare la vita all'avvelenato sono spesso necessarie più iniezioni.